# مذكرات تلميذة (فلم)
مذكرات تلميذة هو فيلم سينمائى درامى مصري، انتج في عام 1962، وهو من إخراج وتأليف المصري أحمد ضياء الدين، ومن تمثيَل كل من نادية لطفي وأحمد رمزي وحسن يوسف ويوسف فخر الدين.

## قصة الفيلم
تفكر ناديه (نادية لطفي) دائمًا بأمير أحلام جميل يحضر إليها بسيارة فاخرة يختطفها إلى عالم الخيال والسعادة. ذلك بالرغم من أنها من عائلة كريمة وأنها لا تزال تتلقى العلم في مدرسة محافظة. يستطيع جلال (أحمد رمزي) وهو صديق لشقيقها حسن (حسن يوسف) ويمتلك سيارة فاخرة أن يغرر بها بسهولة بكلامه المعسول وبوعوده الكاذبة بالزواج، ثم يتركها بوحشية بعد أن نال كل أغراضه منها. تترك الفتاة أهلها لتخفى عارها، فيقابلها شاب فقير ومستقيم ويتزوجها شفقة بها، يأتى حسن لينتقم لشرف شقيقته فيخطئ جلال أثناء عراك شديد معه ويقتل زوجها. أصبحت نادية كالمجنونة تذرع الشوارع جيئة وذهابا بثيابها الممزقة حتى تصل في يوم من الأيام أمام باب مدرستها، التي تركتها منذ شهور قليلة. وتقع أمام زميلاتها فاقدة الوعى فكانت بذلك أحسن درس للواتى يفكرن في الوعود الكاذبة والأحلام الخيالية بدلاً من الاهتمام بالدراسة لبناء مستقبل سليم.

## طاقم التمثيل
- نادية لطفي
- أحمد رمزي (جلال)
- حسن يوسف (حسن)
- يوسف فخر الدين
- مديحة سالم
- إسكندر منسي
- مختار أمين
- عادل هيكل
- أحمد شوقي
- سامية رشدى
- نعمت مختار
- زيزى مصطفى
- عبد الحميد بدوي (الحاج عبد الله)
- ليندا بدوي
- جمال الدماطى
- قدرية كامل
- أحمد أبو عبية
- ثريا فخرى
- ميمي شكيب
- سعيد خليل
- عبد الخالق صالح
- أنور مدكور
- حسين إسماعيل
- محمد أباظة
- كريمة الشريف
- عدلي كاسب

## روابط خارجية
- صفحة الفيلم على موقع السينما